# Фернандина Бич (Флорида)
Фернандина Бич (енгл. Fernandina Beach) град је у америчкој савезној држави Флорида. По попису становништва из 2010. у њему је живело 11.487 становника.

## Демографија
Према попису становништва из 2010. у граду је живело 11.487 становника, што је 938 (8,9%) становника више него 2000. године.
| Група             | 2000.         | 2010.         |
| Белци             | 8.434 (80,0%) | 9.216 (80,2%) |
| Афроамериканци    | 1.708 (16,2%) | 1.339 (11,7%) |
| Азијати           | 62 (0,6%)     | 132 (1,1%)    |
| Хиспаноамериканци | 246 (2,3%)    | 610 (5,3%)    |
| Укупно            | 10.549        | 11.487        |